# Нейтрофіли
Нейтрофіли (англ. neutrophils), або нейтрофільні гранулоцити — один з видів лейкоцитів із гранулами всередині цитоплазми. Нейтрофіли беруть участь у захисних реакціях організму людини та хребетних при бактеріальних чи інфекційних хворобах.
Нейтрофіли містять лізосомні ферменти, що руйнують бактерії, а також ферменти, за допомогою яких в крові утворюються активні протимікробні речовини. Останні мають жовто-зелений колір — колір нейтрофілів і гною, який утворюється в місці запалення із суміші збудників, нейтрофілів і продуктів розпаду клітин запальної тканини. При гострих бактеріальних інфекційних захворюваннях число нейтрофілів швидко зростає. Вони здатні отримувати енергію шляхом анаеробного гліколізу (одержання глюкози як джерела енергії без доступу кисню) і тому можуть існувати навіть у тканинах, бідних киснем (запалених, оточених, тих, які погано забезпечуються кров'ю). Лізосомні ферменти, що вивільняються при розпаді нейтрофілів, спричинюють розм'якшення навколишніх тканин — формування гнійного вогнища запалення.
У нормі в крові є певна кількість не тільки дозрілих (сегментованих) нейтрофілів, але і їх попередників — незрілих клітин: паличкоядерних (1-6 %), юних (0,1-1 %). При нейтрофільному лейкоцитозі (нейтрофільозі) число цих незрілих форм наростає. При цьому в крові можуть з'явитися попередники юних клітин — мієлоцити.

## Будова
Нейтрофіли безперервно утворюються в червоному кістковому мозку.
Зрілий нейтрофіл має сегментовані ядра, незрілий має паличкоподібне (у вигляді букви S чи С) чи бобоподібне ядро. Плазматична мембрана нейтрофілів містить кілька мембранних каналів, адгезивні білки, рецептори для різних лігандів (молекул, які зв'язуються зі специфічними білками), йонні насоси та ектоферменти (ферменти, розташовані на зовнішній поверхні клітини).
Нейтрофіли мають складний цитоскелет, який відповідає за хемотаксис, фагоцитоз і екзоцитоз. Білки, що входять до складу цитоскелету, включають актин, актин-зв'язуючий білок, альфа-актинін, міозин, профілін і тропоміозин.
Нейтрофіли містять велику кількість глікогену та ліпідів у цитоплазмі, які забезпечують нейтрофілів енергією.
Нейтрофіли складають 65-70 % від загального числа лейкоцитів. Діаметр клітини у свіжій краплі крові становить 7-9 мкм, в мазку — 10-12 мкм. Цитоплазма їх забарвлюється слабо оксифільно. Зернистість дрібна, її погано видно як на свіжих, так і у фіксованих забарвлених препаратах. При фарбуванні за методом Романовського—Гімзи зернистість набуває рожево — фіолетового відтінку. Розміри гранул 0,1-0,8 мкм. Гранули нейтрофілів поділяють на первинні (азурофільних, неспецифічні) і вторинні (нейтрофільні, специфічні).
- Первинні гранули — це спеціалізовані лізосоми, що мають маркерний фермент — кислу фосфотазу. Вони містять різні гідролази, мієлопероксидази, арілсульфатазу, серинові протеази, еластази, а також білки з бактерицидними властивостями, зокрема лізоцим.
- Вторинні гранули — це специфічна зернистість, її зміст 80-90 % від усієї зернистості в зрілих нейтрофілах. Для хімічного складу вторинних гранул нейтрофілів характерна наявність лужної фосфатази (як маркерний фермент), основних катіонних білків, фагоцитинів, лактоферинів, амінопептидаз, лізоциму, тут відсутні лізосомальні ферменти і пероксидаза.

У цитоплазмі нейтрофілів слабко розвинені органели: є небагато мітохондрій, невеликим є комплекс Гольджі, іноді зустрічають елементи редукованої ендоплазматичної сітки. Характерна наявність включень — глікогену, ліпідів. Таким чином, нейтрофіли містять повний набір речовин, за допомогою яких вони руйнують фагоцитовані мікроорганізми. Нейтрофіли мають здатність активно рухатися, пересуватися в тканинах до вогнища запалення і фагоцитувати мікроорганізми та інші дрібні частинки.

## Різновиди нейтрофілів
- Юні нейтрофіли (бобоподібні) — наймолодша форма, в крові з'являються рідко (0,1 — 0,5 %), тільки при наявності виразного запалення;
- Паличкоядерні нейтрофіли — мають велике ядро у вигляді букви С, S, їх кількість складає 1 — 6 % від загальної;
- Сегментоядерні нейтрофіли — ядро має 2-3 сегменти, іноді більше, розділених тонкими перетяжками, складають 49 — 72 %;

Порушення нормального співвідношення нейтрофілів бувають декількох видів.
Ядерний зсув нейтрофілів вліво — стан, коли в крові з'являється багато молодих, а саме юних і паличкоядерних нейтрофілів, а також з'являються дегенеративні форми нейтрофілів. Таке зазвичай характерно для:
- Інфекційних захворювань;
- Інтоксикації;
- Запальних процесів;
- Злоякісних пухлин.

При цьому розрізняють два види зсуву нейтрофілів вліво — регенеративний і дегенеративний.
- Регенеративний зсув нейтрофілів — це означає, що збільшується кількість паличкоядерних та юних нейтрофілів на тлі загального лейкоцитозу. Це говорить про підвищену діяльності кісткового мозку, який, як відомо, є органом кровотворення. Такий стан організму характерний для гнійно-септичних і запальних процесів (пневмонія, апендицит, тощо).
- Дегенеративний зсув — збільшується кількість тільки паличкоядерних нейтрофілів; при цьому з'являються дегенеративні зміни в клітинах. Це говорить про те, що функція кровотворення (кісткового мозку) пригнічена.

## Тривалість життя
Утворюються у червоному кістковому мозку протягом 7 діб, після того виходять у кровообіг; циркулюють у крові 8-12 годин і виходять у сполучну тканину.

## Функції
Головна функція нейтрофілів — фагоцитоз, тобто поглинання і розчинення чужорідних частинок, але вони здатні розчиняти тільки дрібні частинки або клітини, і після їх розчинення гинуть.
Кожна клітина здатна тільки до однієї фагоцитарної події. Клітина при цьому створює певний респіраторний вибух. Протягом дихального вибуху, NADPH (нікотинамід-аденін-динуклеотид фосфат) — ензим, який виробляє велику кількість супероксиду (реактивний кисень), активується. Супероксид спонтанно мутує до перекису водню, який потім перетвориться в HOCI.

## Хемотаксис
Нейтрофіли здійснюють процес хемотаксису, що дозволяє їм мігрувати в напрямку вогнищ інфекції або запалення. Рецептори клітинної поверхні нейтрофілів дають можливість виявити хімічні градієнти молекул, таких як інтерлейкін-8 (IL-8), гаммаінтерферон (γ-IFN), С5а, і лейкотрієн B4, який ці клітини використовують, щоб направити на шлях міграції.
Нейтрофіли мають різні специфічні рецептори, включаючи рецептори комплементу, рецепторів цитокінів, хемокінів, лектинів і білків, Fc-рецептори опсоніна тощо.

## Кількість нейтрофілів в крові

### Норма нейтрофілів в крові
Кількість нейтрофілів у нормі в крові у дорослих коливається в межах від 45 % до 70 % від загальної кількості лейкоцитів у крові, або 1,8-6,5 * 109/л.

### Підвищення кількості нейтрофілів в крові
Збільшення кількості нейтрофілів в крові більше 6,5 * 109/л називають нейтрофільозом.
Основною причиною підвищення нейтрофілів в крові є запалення в організмі, особливо при гнійних процесах. За збільшенням вмісту абсолютної кількості нейтрофілів в крові при запальному процесі можна судити про запалення та адекватність імунної відповіді на запальний процес в організмі. Підвищення нейтрофілів в крові до 10,0 * 109/л розвивається при помірному локалізованому запальному процесі, збільшення нейтрофілів до 20,0 * 109/л відбувається при значному рівні запального процесу в організмі. При генералізованих запальних процесах в організмі, таких як сепсис (особливо стафілококової етіології) збільшення нейтрофілів в крові може досягати 40,0-60,0 * 109/л. Виражений лейкоцитоз в крові з вираженим нейтрофільозом називається лейкемоїдною реакцією мієлоїдного типу. Виражений запальний процес в організмі супроводжується не тільки кількісними змінами, а й якісними. Так при значних запальних процесах, особливо гнійних, відзначається зрушення лейкоцитарної формули вліво з появою в периферичній крові незрілих (юних) попередників нейтрофілів, таких як метамієлоцити та мієлоцити.
Помірне збільшення кількості нейтрофілів в крові можна спостерігати також і при деяких фізіологічних станах, наприклад при посиленій фізичній роботі, після прийому їжі, при сильних психоемоційних напружених, під час вагітності.

### Зниження кількості нейтрофілів в крові
Зниження нейтрофілів у периферичній крові нижче 1,6 * 109/л називають нейтропенією.
Причиною зменшення нейтрофілів у периферичній крові може бути пригнічення кістковомозкового кровотворення органічного або функціонального характеру, посилене руйнування нейтрофілів, виснаження організму на тлі тривалих захворювань.
Найбільш часто нейтропенія відзначають при:
- Вірусних інфекціях (грип, кір, краснуха, ВІЛ-інфекція тощо), деяких бактеріальних інфекціях (черевний тиф, паратифи, бруцельоз), протозойних інфекціях (неускладнена малярія, токсоплазмоз).
- Запальних захворюваннях, що перебігають у тяжкій формі і набувають характеру генералізації.
- Побічній дії деяких медикаментів (цитостатики, сульфаніламіди, анальгетики, рибавірин)
- Радіаційному опроміненні, променевої терапії.
- Гіпопластичній і апластичній анемії.
- Гіперспленізмі (надмірному і тривалому збільшенні селезінки).
- Агранулоцитозі.
- Вираженому дефіциті маси тіла з розвитком кахексії.[3]